# Conradina canescens
Conradina canescens là một loài thực vật có hoa trong họ Hoa môi. Loài này được A.Gray mô tả khoa học đầu tiên năm 1870.

## Hình ảnh

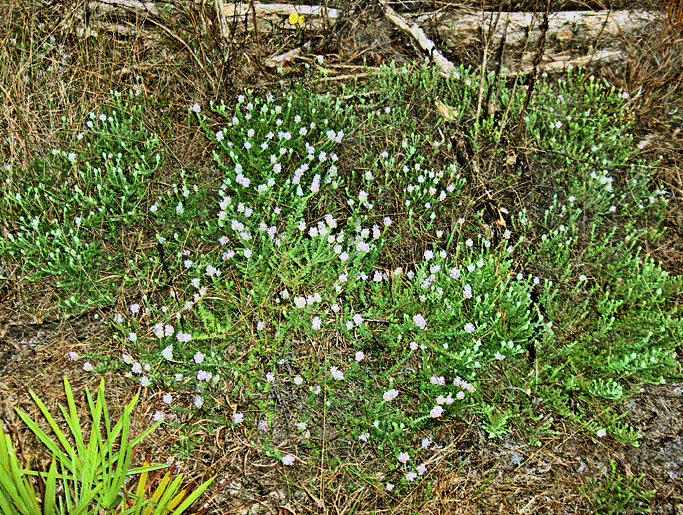